# Општина Бечу (Телеорман)
Бечу (рум. Beciu) општина је у Румунији у округу Телеорман.
Oпштина се налази на надморској висини од 51 m.

## Становништво

### Хронологија
| Година       | 2004 | 2005 | 2006 | 2007 | 2008 | 2009 | 2010 | 2011 | 2012 | 2013 | 2014 | 2015 | 2016 | 2017 |
| ------------ | ---- | ---- | ---- | ---- | ---- | ---- | ---- | ---- | ---- | ---- | ---- | ---- | ---- | ---- |
| Становништво | 1720 | 1718 | 1707 | 1693 | 1745 | 1737 | 1723 | 1722 | 1696 | 1666 | 1649 | 1630 | 1593 | 1586 |